# بیل اسمیت (بازیکن فوتبال، زاده ۱۸۹۷)
بیل اسمیت (انگلیسی: Bill Smith؛ زادهٔ ۹ آوریل ۱۸۹۷) بازیکن فوتبال اهل بریتانیا است.
از باشگاه‌هایی که در آن بازی کرده‌است می‌توان به باشگاه فوتبال هال سیتی، باشگاه فوتبال یورک سیتی، و باشگاه فوتبال استوک‌پورت کانتی اشاره کرد.